# Kentucky State Capitol
Das Kentucky State Capitol ist Sitz beider Parlamentskammern der Kentucky General Assembly sowie des Obersten Gerichtshofs des US-Bundesstaates Kentucky. Es ist bereits das vierte State Capitol des Staates Kentucky seit dessen Gründung 1792.

## Geschichte
Die ersten beiden State Capitols brannten 1813 bzw. 1824 nieder. Am selben Standort errichtete man das heute noch erhaltene dritte, sogenannten Old State Capitol. Als dieses zu klein wurde, beschloss man den Bau eines neuen State Capitols. Nach langen Auseinandersetzungen bestätigte ein Regierungsbeschluss 1904 Frankfort als Kentuckys Hauptstadt anstelle der größeren Städte Louisville und Lexington.
Ursprünglich sollte der Neubau zentral errichtet werden. Der Siegerentwurf des renommierten Architekten Frank Mills Andrews war allerdings zu groß für das vorgesehene Areal, sodass man einen Standort südlich der Innenstadt, jenseits des Kentucky River wählte. Das Gebäude weist mit zwei Flügeln und einer zentralen Kuppel die typische Form eines State Capitols dieser Zeit auf. Die Fassade ist mit Kalkstein aus Indiana und Granit aus Vermont verkleidet. Das Tympanon zeigt den Staat Kentucky als Frauenfigur, umgeben von allegorischen Darstellungen von Fortschritt, Geschichte, Recht, Kunst, Arbeit und Reichtum. Vor allem im Inneren orientierte sich Andrews an Beispielen der französischen Bauten Beaux-Arts-Architektur, wie der Opéra Garnier in Paris.
Bereits in den 1930er Jahren machten sich erste Mängel in der Bausubstanz bemerkbar. Die Kalksteinverkleidung löste sich von der Fassade, die Stahlkonstruktion der Kuppel war inzwischen marode und der Putz in der darunterliegenden Rotunde wurde rissig, sodass sie vorerst für Besucher gesperrt werden musste.

## Umfeld

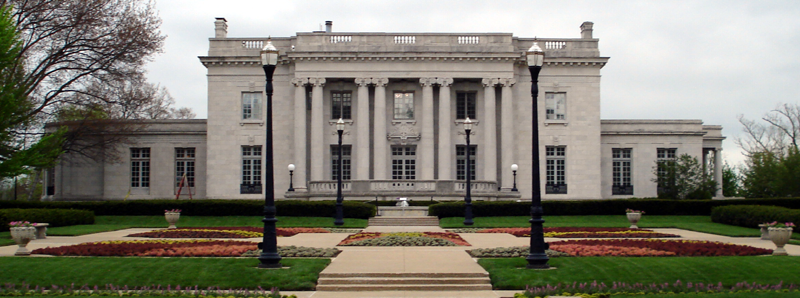
Kentucky Governor’s Mansion

Östlich des State Capitols, am Ufer des Kentucky River, liegt die offizielle Residenz des Gouverneurs (Kentucky Governor’s Mansion). Das Gebäude wurde 1912–1914 nach Entwürfen der Brüder C.C. und E.A. Weber errichtet. Sie orientierten sich an Marie-Antoinettes Lustschloss Petit Trianon im Park von Versailles.
Mit der Fertigstellung des State Capitols erkannte man, dass das Gebäude über die vierjährige Bauzeit inzwischen auch zu klein geworden war, um alle staatlichen Einrichtungen zu beherbergen. Statt den Bestandsbau zu erweitern, entschied man sich für einen zusätzlichen Neubau hinter dem State Capitol.

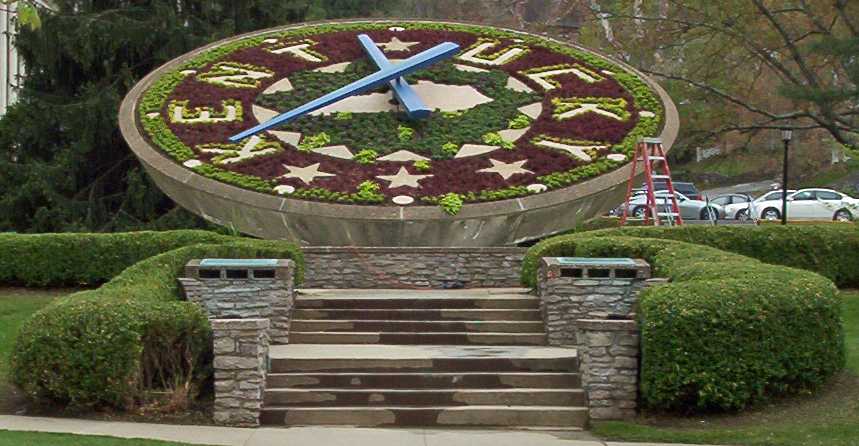
Floral Clock

In der zentralen Grünanlage befindet sich die Floral Clock, eine Blumenuhr. Sie hat einen Durchmesser von 10 m und wurde 1961 auf Initiative des damaligen Gouverneurs Bert T. Combs für 50.000 Dollar aus den Staatsrücklagen errichtet, nachdem er solch eine Uhr in Edinburgh gesehen hatte. Das Vorhaben erntete seinerzeit viel Kritik und Gelächter. Einer ihrer Spitznamen ist „Big Bert“, als Anspielung auf Big Ben in London. Combs ärgster innerparteilicher Rivale Albert „Happy“ Chandler kommentierte das Projekt so, dass man in Frankfort die Uhrzeit zukünftig nicht mehr in Zahlen, sondern in Blumen wiedergeben wird („Well, they don't say it's half past 2 in Frankfort anymore. They say it's two petunias past the jimson weed.“, ungefähr „Man wird nicht zukünftig mehr '2 Uhr und 30 Minuten', sondern '2 Petunien und 30 Stechäpfel' sagen“). Heute ist die Blumenuhr eine der Hauptsehenswürdigkeiten in Frankfort.